# Mediterráneo sangriento
Mediterráneo Sangriento es un juego de estrategia por correo que se desarrolló a finales de los años 80 y a lo largo de los 90.
El juego recrea países del mundo antiguo y abarca temas económicos, militares y políticos, donde cada persona toma el control de un país. Cada turno cada jugador describe las acciones que realiza y se las envía a un director de juego que las revisa y corrige, y responde con la resolución de dichas acciones.
Normalmente el trasfondo histórico era bastante preciso pero anacrónico, para que se pudieran a la vez diferentes potencias más equilibradas.
Con el tiempo, el correo electrónico sustituyó al correo convencional, más rápido económico y seguro, aunque para muchos se perdió parte del “encanto” de recibir la resolución en sobre cada mes de juego.
- Datos: Q6008936